# Aeroporto di Ciampino
Aeroporto di Ciampino är Roms tjugonde zon och har beteckningen Z. XX. Zonen är uppkallad efter Rom-Ciampino flygplats. Zonen Aeroporto di Ciampino bildades år 1961.

## Arkeologiska platser
- Tomba a edicola, grav från 100-talet
- Tomba di Quinto Veranio, grav från 100-talet
- Tomba a esedra, grav från 100-talet
- Berretta del Prete, grav från 200-talet/300-talet
- Villa romana in località La Barbuta

## Infrastruktur och transport
- Rom-Ciampino flygplats

## Övrigt
- Casale La Barbuta